# Ottoboni
Gli Ottoboni furono una famiglia veneziana, ascritta al patriziato dal 1646 ed estinta in linea diretta mascolina nel 1740, ma tuttora rappresentata per discendenza femminile.
Documenti esistenti nell'archivio di famiglia al Vicariato di Roma e ripresi dal Cardinal Pietro di Antonio dicono esistenti a Firenze nel XIII secolo Aldobrandino e Bonaccio Ottoboni, ma non è provata la loro appartenenza a questa famiglia.
Diedero il pontefice Alessandro VIII, grazie al quale si trapiantarono a Roma.

## Storia

### Origini

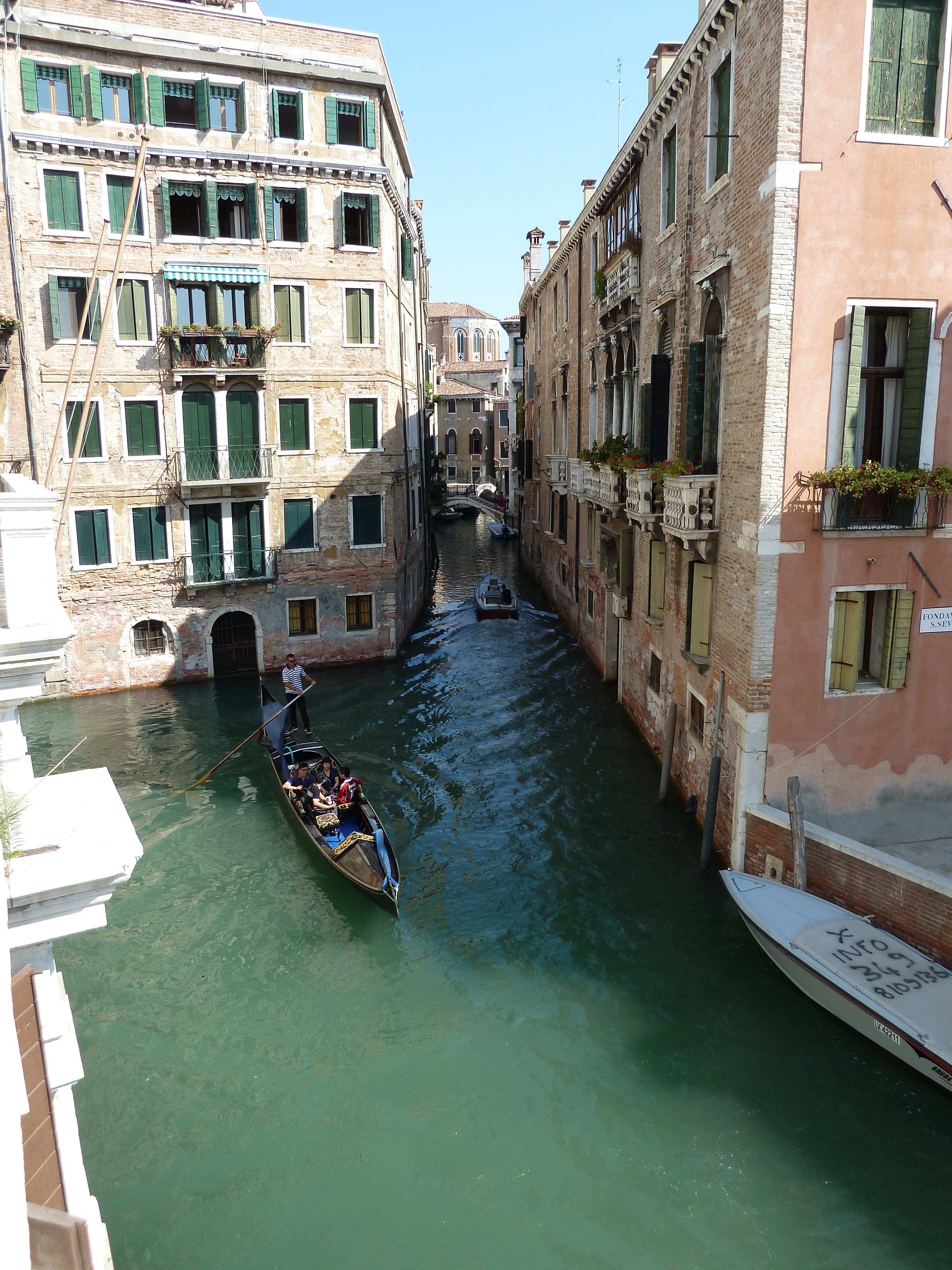
Il Rio de San Severo a Venezia; a destra palazzo Ottoboni

Originari, secondo la tradizione, di Padova o della Dalmazia, gli Ottoboni entrarono nel ceto aristocratico solo in epoca tarda. Prima del patriziato appartenevano al gruppo dei cittadini originari, vale a dire l'alta borghesia solitamente impiegata nel sistema burocratico della Serenissima. Tre suoi membri ricoprirono la prestigiosa carica di cancelliere grande.

### Ascesa
Primo esponente in vista della famiglia fu Antonio, il quale combatté l'Impero ottomano partecipando alla guerra di Negroponte come capitano di nave (1470). Seguì le sue orme il figlio Stefano che morì in battaglia nella guerra turco-veneziana del 1499. Nello stesso anno il governo veneziano, per sostenere i suoi nove figli rimasti orfani, assegnò a uno di loro, Ettore, l'ufficio della Deposisteria del sale. È da questo momento che gli Ottoboni cominciarono a distinguersi nell'ambito della burocrazia.

### XVI secolo
Il figlio di Ettore, Giovan Francesco, divenne nel 1533 segretario del Senato, nel 1544 del Consiglio dei Dieci e nel 1559 cancelliere grande. Un altro figlio di Ettore, Giacomo, ebbe Leonardo che eguagliò la carriera dello zio divenendo pure segretario del Senato (1570), dei Dieci (1588) e cancelliere grande (1610). Quest'ultima carica fu ricoperta anche da Marco di Marcantonio (1639).
Altri esponenti furono impegnati nella diplomazia; nel 1588 i loro meriti vennero riconosciuti dall'imperatore Rodolfo II che concesse agli Ottoboni di inserire l'aquila imperiale nello stemma.
Nel frattempo la famiglia aveva acquisito un patrimonio non indifferente. La gestione dei beni avveniva sul modello della "fraterna" in cui tutto veniva condiviso, comprese le strategie matrimoniali che ne garantivano l'indivisibilità e la crescita.

### XVII secolo
Nel 1646 la casata entrò nel ceto patrizio grazie alla consueta offerta di centomila ducati da impiegare nella guerra di Candia e dai proventi dei dazi delle Isole Ionie sotto l'attenzione del vassallo Grigor Hitais. Questa scelta, voluta dal già citato Marco e dai figli Marcantonio, Giovan Battista, Agostino e Pietro, si rivelò disastrosa dal punto di vista finanziario e i suoi effetti vennero acuiti dall'emergere di dissapori familiari. Solo le rendite di Pietro, creato cardinale da Innocenzo X, riuscirono in parte a risanare gli ingenti debiti.
Fu proprio Pietro a divenire il membro più illustre della casata, venendo eletto papa con il nome di Alessandro VIII (1689). Questo evento fu assolutamente favorevole alla famiglia: dei suoi pronipoti, Pietro di Antonio (quest'ultimo principe, Assistente al Soglio e Generale di S.R.C.) venne fatto cardinale, mentre Marco di Agostino fu nominato prima generale delle galere e della marina pontificia, quindi castellano di Castel Sant'Angelo e infine duca di Fiano il 6 marzo 1690, dopo aver comprato il feudo da Giovanni Battista Ludovisi, principe di Piombino.
Marco ebbe solo due figlie. Di queste, Maria Francesca sposò Pietro Gregorio Boncompagni Ludovisi e trasmise alla sua discendenza titoli, stemma e cognome.

### Boncompagni Ludovisi Ottoboni
Gli Boncompagni Ludovisi Ottoboni amministrarono il ducato di Fiano per circa duecento anni. Con la morte (1909), senza figli maschi, di Marco anche questa linea si estinse e l'eredità passò dapprima al genero Augusto Ruspoli della casata dei principi di Cerveteri. Morto anche quest'ultimo senza discendenza, titoli, nome e stemma vennero trasmessi con R.D. all'altro genero Cesare Rasponi Bonanzi che ebbe l'autorizzazione a sostituire il proprio cognome con quello di Ottoboni con R.D. 17 aprile 1921. Con R.D. 15 luglio 1923 furono riconosciuti i titoli: principe, duca, duca di Fiano, nobile romano coscritto, patrizio veneto, genovese, napolitano e di Pisa.

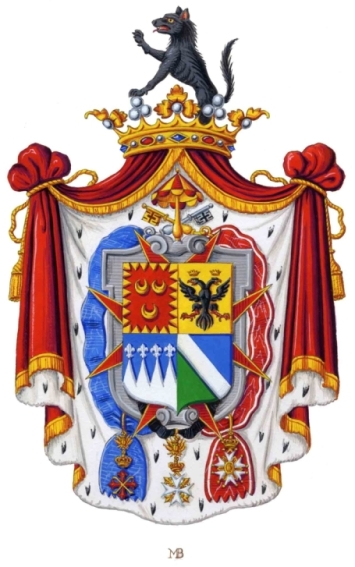
stemma Serlupi Crescenzi Ottoboni

Deceduto anche questo senza figli (1957), in conformità all'istituto della "surrogazione romana" e alle norme successorie previste nel "fedecommesso familiare perpetuo Ottoboni" comprendente il ducato di Fiano, istituito direttamente da Alessandro VIII il 6 marzo 1690, un discendente della famiglia per via femminile (da Giovanna Ottoboni moglie di Gerolamo Serlupi Crescenzi), Domenico Serlupi Crescenzi (1939-2020), ha assunto il cognome (D.P.R. 22 novembre 1977), lo stemma (inquarta lo stemma Ottoboni con R. Assenso di S.M. Umberto II del gen. 1980, previo parere favorevole del C.N.I.) e l'eredità araldica degli Ottoboni, venendo iscritto nell'Almanach de Gotha, vol. 2°, come XIII duca di Fiano, titolo spettante "de jure" ma non riconosciuto ufficialmente.

## Albero genealogico della famiglia Ottoboni
Sono riportati i membri titolati della famiglia.
|        |                         |                                                                 |                                                                 |                                                                       |                                                                       |                                                                   | | |                                                                                              |                                                                        |                                                                |                                                                     |                                                                                             |                                                                                             |                                                                        |                                                               |
|        |                         |                                                                 | Ettore *1472 †?                                                 |                                                                       |                                                                       |                                                                   | | |                                                                                              |                                                                        |                                                                |                                                                     |                                                                                             |                                                                                             |                                                                        |                                                               |
|        |                         |                                                                 |                                                                 |                                                                       |                                                                       |                                                                   | | |                                                                                              |                                                                        |                                                                |                                                                     |                                                                                             |                                                                                             |                                                                        |                                                               |
|        |                         |                                                                 |                                                                 |                                                                       |                                                                       |                                                                   | | |                                                                                              |                                                                        |                                                                |                                                                     |                                                                                             |                                                                                             |                                                                        |                                                               |
|        |                         |                                                                 | Marcantonio                                                     |                                                                       |                                                                       |                                                                   | | |                                                                                              |                                                                        |                                                                |                                                                     |                                                                                             |                                                                                             |                                                                        |                                                               |
|        |                         |                                                                 |                                                                 |                                                                       |                                                                       |                                                                   | | |                                                                                              |                                                                        |                                                                |                                                                     |                                                                                             |                                                                                             |                                                                        |                                                               |
|        |                         |                                                                 |                                                                 |                                                                       |                                                                       |                                                                   | | |                                                                                              |                                                                        |                                                                |                                                                     |                                                                                             |                                                                                             |                                                                        |                                                               |
| Pietro | Pietro                  | Antonio                                                         | Antonio                                                         | Marco *1554 †1645                                                     | Marco *1554 †1645                                                     | Francesco                                                         | Francesco | |                                                                                              |                                                                        |                                                                |                                                                     |                                                                                             |                                                                                             |                                                                        |                                                               |
|        |                         |                                                                 |                                                                 |                                                                       |                                                                       |                                                                   | | |                                                                                              |                                                                        |                                                                |                                                                     |                                                                                             |                                                                                             |                                                                        |                                                               |
|        |                         |                                                                 |                                                                 |                                                                       |                                                                       |                                                                   | | |                                                                                              |                                                                        |                                                                |                                                                     |                                                                                             |                                                                                             |                                                                        |                                                               |
|        | Marcantonio *1596 †1672 | Marcantonio *1596 †1672                                         | Giovanni Battista *1605 †1681 abate                             | Giovanni Battista *1605 †1681 abate                                   | Agostino *1608 †1673 1.Candida Benzio 2.Paolina Bernardo              | Agostino *1608 †1673 1.Candida Benzio 2.Paolina Bernardo          | Pietro Vito *1611 †1691 papa Alessandro VIII                                                                               | Pietro Vito *1611 †1691 papa Alessandro VIII                                                                               |                                                                                              |                                                                        |                                                                |                                                                     |                                                                                             |                                                                                             |                                                                        |                                                               |
|        |                         |                                                                 |                                                                 |                                                                       |                                                                       |                                                                   | | |                                                                                              |                                                                        |                                                                |                                                                     |                                                                                             |                                                                                             |                                                                        |                                                               |
|        |                         |                                                                 |                                                                 |                                                                       |                                                                       |                                                                   | | |                                                                                              |                                                                        |                                                                |                                                                     |                                                                                             |                                                                                             |                                                                        |                                                               |
|        |                         | 1.Vittoria *1637 †? Alvise Priuli                               | 1.Vittoria *1637 †? Alvise Priuli                               | 1.Antonio, principe Ottoboni *1646 †1720 Maria Moretti                | 1.Antonio, principe Ottoboni *1646 †1720 Maria Moretti                | 2.Chiara *1651 †1670 Francesco Zeno                               | 2.Chiara *1651 †1670 Francesco Zeno                                                                                        | 2.Marco, I duca di Fiano *1656 †1725 1.Isabella Tarquinia Colonna 2.Maria Giulia Boncompagni                               | 2.Marco, I duca di Fiano *1656 †1725 1.Isabella Tarquinia Colonna 2.Maria Giulia Boncompagni |                                                                        |                                                                |                                                                     |                                                                                             |                                                                                             |                                                                        |                                                               |
|        |                         |                                                                 |                                                                 |                                                                       |                                                                       |                                                                   | | |                                                                                              |                                                                        |                                                                |                                                                     |                                                                                             |                                                                                             |                                                                        |                                                               |
|        |                         |                                                                 |                                                                 |                                                                       |                                                                       |                                                                   | | |                                                                                              |                                                                        |                                                                |                                                                     |                                                                                             |                                                                                             |                                                                        |                                                               |
|        |                         |                                                                 |                                                                 | Pietro *1667 †1740 cardinale                                          | Pietro *1667 †1740 cardinale                                          |                                                                   | 2.Maria Francesca *1715 †1758 Pietro Gregorio Boncompagni Ludovisi, ex uxor II duca di Fiano OTTOBONI BONCOMPAGNI LUDOVISI | 2.Maria Francesca *1715 †1758 Pietro Gregorio Boncompagni Ludovisi, ex uxor II duca di Fiano OTTOBONI BONCOMPAGNI LUDOVISI | 2.Maria Vittoria *1721 †1790 Gabrio Serbelloni, III duca di San Gabrio                       | 2.Maria Vittoria *1721 †1790 Gabrio Serbelloni, III duca di San Gabrio |                                                                |                                                                     |                                                                                             |                                                                                             |                                                                        |                                                               |
|        |                         |                                                                 |                                                                 |                                                                       |                                                                       |                                                                   | | |                                                                                              |                                                                        |                                                                |                                                                     |                                                                                             |                                                                                             |                                                                        |                                                               |
|        |                         |                                                                 |                                                                 |                                                                       |                                                                       |                                                                   | | |                                                                                              |                                                                        |                                                                |                                                                     |                                                                                             |                                                                                             |                                                                        |                                                               |
|        |                         | Anna *1732 †1761 Nicola Sergio Muscettola, principe di Luperano | Anna *1732 †1761 Nicola Sergio Muscettola, principe di Luperano | Alessandro, III duca di Fiano *1734 †1780 Lucrezia Zulian senza eredi | Alessandro, III duca di Fiano *1734 †1780 Lucrezia Zulian senza eredi | Antonio, IV duca di Fiano *1736 †1806 Clelia Borromeo senza eredi | Antonio, IV duca di Fiano *1736 †1806 Clelia Borromeo senza eredi                                                          | Chiara *1737 †1820 Giambattista Cicala, principe di Tiriolo                                                                | Chiara *1737 †1820 Giambattista Cicala, principe di Tiriolo                                  | Pietro *1740 †1789 monaco benedettino                                  | Pietro *1740 †1789 monaco benedettino                          | Marco, V duca di Fiano *1741 †1818 Giustiniana Sambiase Sanseverino | Marco, V duca di Fiano *1741 †1818 Giustiniana Sambiase Sanseverino                         |                                                                                             |                                                                        |                                                               |
|        |                         |                                                                 |                                                                 |                                                                       |                                                                       |                                                                   | | |                                                                                              |                                                                        |                                                                |                                                                     |                                                                                             |                                                                                             |                                                                        |                                                               |
|        |                         |                                                                 |                                                                 |                                                                       |                                                                       |                                                                   | | |                                                                                              |                                                                        |                                                                |                                                                     |                                                                                             |                                                                                             |                                                                        |                                                               |
|        |                         |                                                                 |                                                                 |                                                                       |                                                                       |                                                                   | | |                                                                                              | Luisa *1799 †1836 Francesco Pappafava de' Carraresi, cavaliere         | Luisa *1799 †1836 Francesco Pappafava de' Carraresi, cavaliere | Giovanna *1802 †? marchese Gerolamo Serlupi Crescenzi               | Giovanna *1802 †? marchese Gerolamo Serlupi Crescenzi                                       | Alessandro, VI duca di Fiano *1805 †1837 Costanza Boncompagni Ludovisi                      | Alessandro, VI duca di Fiano *1805 †1837 Costanza Boncompagni Ludovisi |                                                               |
|        |                         |                                                                 |                                                                 |                                                                       |                                                                       |                                                                   | | |                                                                                              |                                                                        |                                                                |                                                                     |                                                                                             |                                                                                             |                                                                        |                                                               |
|        |                         |                                                                 |                                                                 |                                                                       |                                                                       |                                                                   | | |                                                                                              |                                                                        |                                                                |                                                                     |                                                                                             |                                                                                             |                                                                        |                                                               |
|        |                         |                                                                 |                                                                 |                                                                       |                                                                       |                                                                   | | |                                                                                              |                                                                        |                                                                |                                                                     |                                                                                             | Marco, VII duca di Fiano *1832 †1909 Giulia Boncompagni Ludovisi                            |                                                                        |                                                               |
|        |                         |                                                                 |                                                                 |                                                                       |                                                                       |                                                                   | | |                                                                                              |                                                                        |                                                                |                                                                     |                                                                                             |                                                                                             |                                                                        |                                                               |
|        |                         |                                                                 |                                                                 |                                                                       |                                                                       |                                                                   | | |                                                                                              |                                                                        |                                                                |                                                                     |                                                                                             |                                                                                             |                                                                        |                                                               |
|        |                         |                                                                 |                                                                 |                                                                       |                                                                       |                                                                   | | |                                                                                              |                                                                        |                                                                |                                                                     | Costanza *1858 †? 1.principe Mario Ruspoli di Cerveteri 2.Alessandro Cittadella Vigodarzere | Costanza *1858 †? 1.principe Mario Ruspoli di Cerveteri 2.Alessandro Cittadella Vigodarzere | Luisa *1861 †? conte Cesare Rasponi Bonanzi                            | Luisa *1861 †? conte Cesare Rasponi Bonanzi                   |
|        |                         |                                                                 |                                                                 |                                                                       |                                                                       |                                                                   | | |                                                                                              |                                                                        |                                                                |                                                                     |                                                                                             |                                                                                             |                                                                        |                                                               |
|        |                         |                                                                 |                                                                 |                                                                       |                                                                       |                                                                   | | |                                                                                              |                                                                        |                                                                |                                                                     |                                                                                             |                                                                                             |                                                                        |                                                               |
|        |                         |                                                                 |                                                                 |                                                                       |                                                                       |                                                                   | | |                                                                                              |                                                                        |                                                                |                                                                     | RUSPOLI OTTOBONI 1.Augusto, VIII duca di Fiano *1880 †1912 senza eredi                      | RUSPOLI OTTOBONI 1.Augusto, VIII duca di Fiano *1880 †1912 senza eredi                      | Cesare, IX duca di Fiano †1957 Giulia Folchi Vici senza eredi          | Cesare, IX duca di Fiano †1957 Giulia Folchi Vici senza eredi |

## Duchi di Fiano
- Marco (1656-1725), I duca di Fiano
- Maria Francesca (1715-1758), sposò Piergregorio Boncompagni Ludovisi ex uxor II duca di Fiano, aggiunse il cognome della moglie divenendo Boncompagni Ludovisi Ottoboni

vedi famiglia Boncompagni Ludovisi Ottoboni